# Ель-Атасар
Ель-Атасар (ісп. El Atazar) — муніципалітет в Іспанії, у складі автономної спільноти Мадрид. Населення — 102 особи (2010).
Муніципалітет розташований на відстані близько 60 км на північ від Мадрида.

## Демографія
Динаміка населення (INE ):

## Галерея зображень

Розташування муніципалітету у автономній спільноті Мадрид
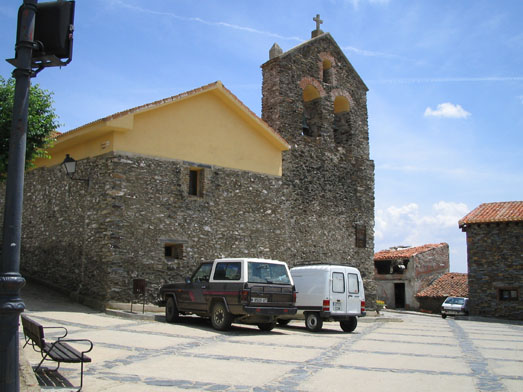
Церква Санта-Каталіна
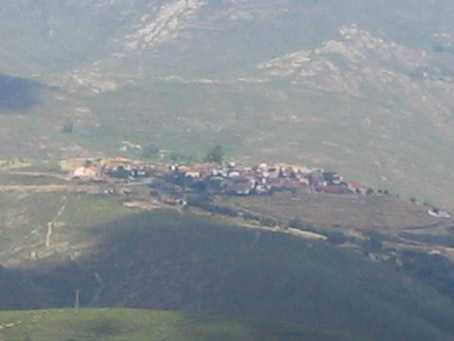
Ель-Атасар